# Heather Leigh

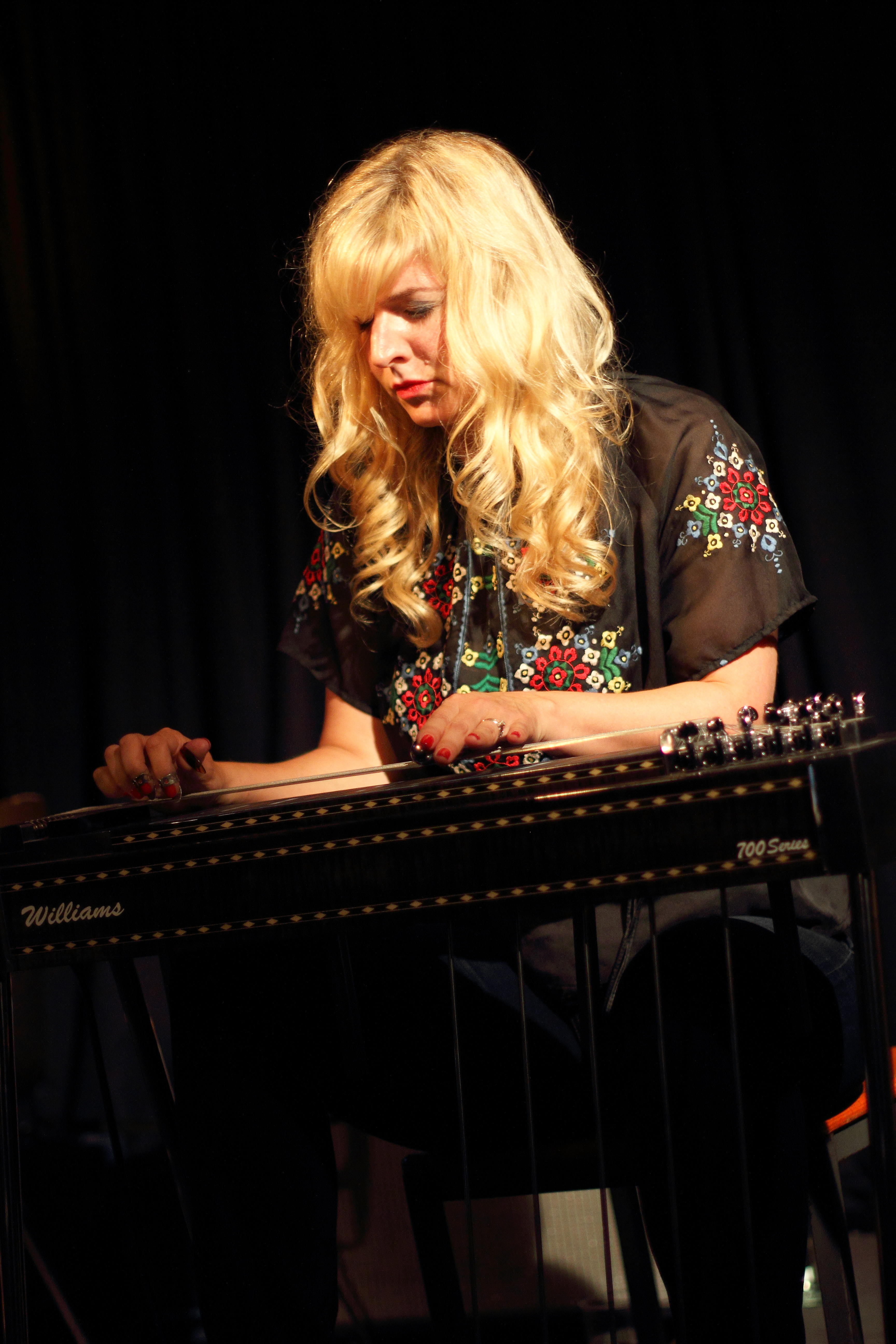
Heather Leigh bei einem Konzert im club W71, Weikersheim (2017)

Heather Leigh Murray (* 1979 in West Virginia) ist eine amerikanische Improvisationsmusikerin (Multiinstrumentalistin, vor allem Pedal-Steel-Gitarre, Gesang) und Songwriterin, die zunächst im Bereich der Noisemusic bekannt wurde.

## Wirken
Leight wuchs in Houston auf, wo sie in den späten 1990er Jahren als Teil von Taurpis Tula und Ash Castles on the Ghost Coast, dann mit Charalambides wirkte. Mit Thurston Moore, Paul Flaherty, Chris Corsano und Matt Heyner spielte sie in der Band Dream/Aktion Unit, ferner hatte sie das Duo Jailbreak mit Chris Corsano. Als Grafikdesignerin arbeitete sie mit Pauline Oliveros. 
Leigh lebt aktuell in Glasgow, wo sie seit 2004 mit David Keenan den Plattenladen Volcanic Tongue führte. Sie schrieb Songs und veröffentlichte Solo-Alben wie There's a Brunette Up in Tulsa That Cries for Me, Devil If You Can Hear Me, I Abused Animals und Glory Days. Seit 2016 arbeitete sie auch im Duo mit Peter Brötzmann, mit dem sie die Alben Sex Tape, Ears Are Filled with Wonder, Sparrow Nights und Naked Nudes (mit Fred Lonberg-Holm) einspielte.
Weiterhin ist sie mit Jandek, Richard Youngs, Blood Stereo, MV & EE, Marcia Bassett, Robbie Yeats (The Dead C), John Olson (Wolf Eyes), Smegma und Jutta Koether aufgetreten.